# 约翰·邓禄普
约翰·博伊德·邓禄普（英語：John Boyd Dunlop，1840年2月5日—1921年10月23日）是一名出生於蘇格蘭的發明家和獸醫，他的大部分職業生涯都在愛爾蘭度過。他熟悉製造橡膠裝置，為他孩子的三輪車發明了第一個實用的充氣輪胎，並將其開發用於自行車比賽。他將充氣輪胎的權利賣給他與愛爾蘭自行車協會主席哈維·杜克羅斯成立的公司，以獲得少量現金和他們充氣輪胎業務的少量股份。登祿普於1896年退出。以他的名字命名的公司——登祿普充氣輪胎公司直到後來才使用公眾熟知的名字成立，但這是杜克羅斯的功勞。

## 生平
登祿普於1840年2月5日在北艾爾郡德雷霍恩的一個農場出生，並在愛丁堡大學獸醫研究皇家學院學習成為一名獸醫，1867年搬到愛爾蘭唐帕特里克。
在生命的早期，他就被告知自己是個早產兒，比他母親預期的早了兩個月。他相信自己的健康狀況是脆弱的，在一生中也是如此，但他沒有嚴重的疾病，直到1921年10月，81歲時感染了感冒並意外去世。亞瑟·杜克羅斯爵士形容他是一個不善言辭、舉止溫和的人，但對自己的能力充滿信心。
他於1871年與瑪格麗特·史蒂文森（Margaret Stevenson）結婚，他們有一個女兒和一個兒子。他與他的兄弟詹姆斯·登祿普（James Dunlop）在唐帕特里克建立多恩獸醫診所，之後搬到貝爾法斯特五月街38-42號的診所。1980年代中期，他的診所是愛爾蘭最大的診所之一。
登祿普為他兒子的三輪車開發了充氣輪胎，並很快在蘇格蘭進行商業化生產。一個使用他的輪胎的自行車手開始贏得所有比賽，並引起哈維·杜克羅斯的注意。登祿普將他的權利賣給杜克羅斯，以換取一些現金和少量股權。他與杜克羅斯一起克服他們的業務所經歷的許多困難，包括其專利權的喪失。1892年，他從獸醫診所退休並搬到都柏林，不久之後，杜克羅斯在他的協助下成功將都柏林的布斯兄弟公司重新打造為充氣輪胎和布斯自行車代理公司。充氣輪胎徹底改變了自行車行業，該行業在1885年約翰·斯塔利的安全型自行車問世後蓬勃發展。
登祿普在1895年賣掉輪胎和橡膠業務，並不再有任何興趣。他剩下的商業利益是當地的一家窗簾店。

## 充氣輪胎

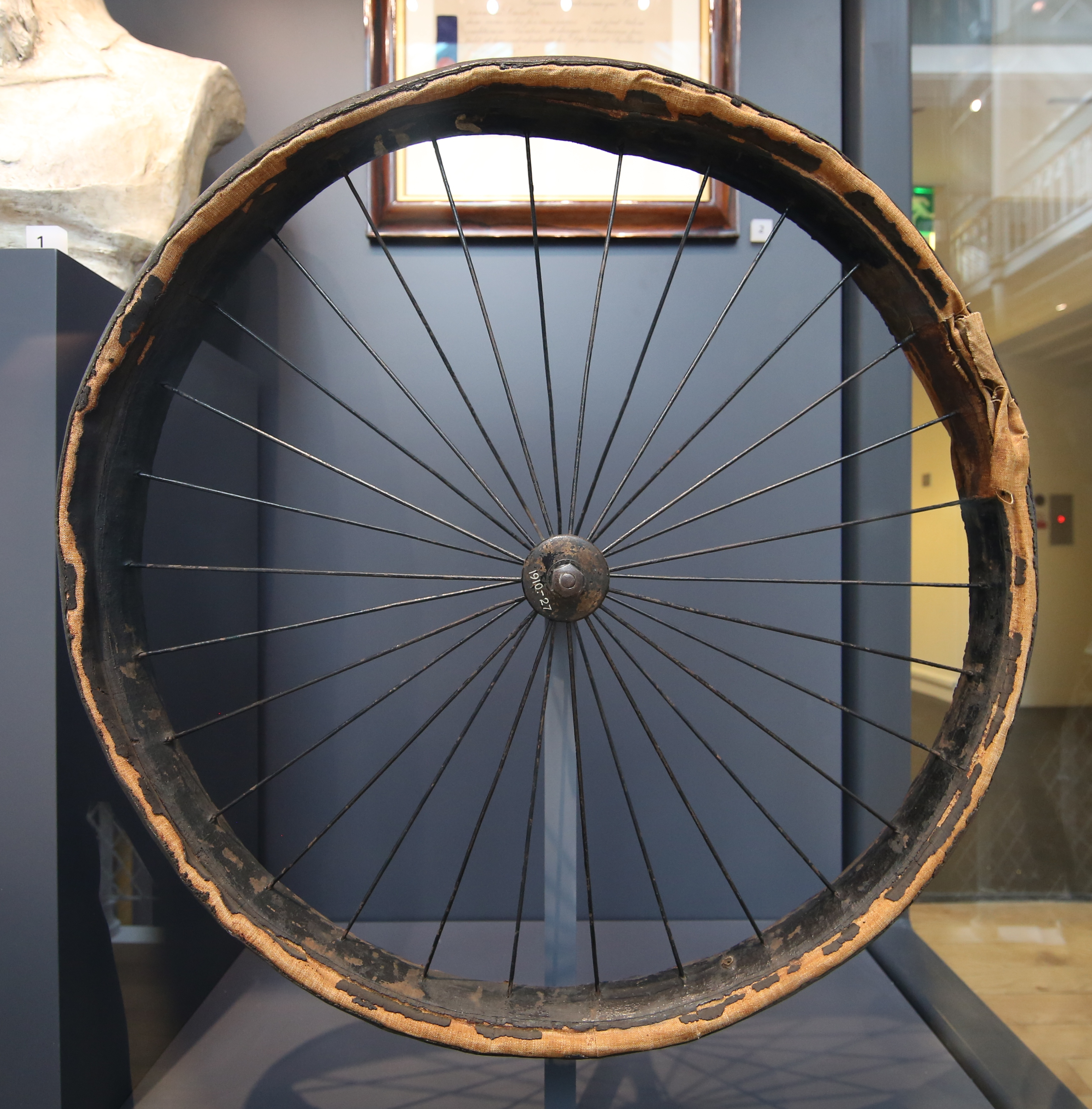
登祿普的第一個充氣輪胎，位於蘇格蘭國立博物館

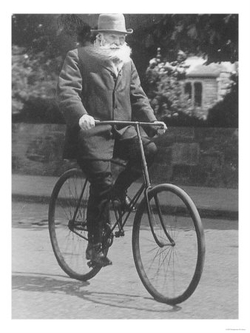
騎自行車的约翰·邓禄普，約1915年

1887年10月，登祿普為他兒子的三輪車開發了第一個實用的充氣輪胎，並利用他在橡膠方面的知識和經驗，在贝尔法斯特家中的院子裡將其安裝在一個96公分寬的木盤上。輪胎是一個充氣的橡膠板管。之後他從兒子的三輪車上取下他的輪子和一個金屬輪子，將兩者一起滾過院子。金屬輪停止了滾動，但充氣輪胎繼續滾動，直到它撞上門柱並反彈。隨後登祿普又在三輪車的兩個後輪上安裝氣動裝置。登祿普繼續為自行車安裝更大的輪胎，「結果更令人吃驚」。他在南貝爾法斯特的切里韋爾（Cherryvale）運動場進行測試，並於1888年12月7日獲得專利。登祿普不知道另一個蘇格蘭人，來自斯通黑文的罗伯特·威廉·汤姆森，在1847年已獲得充氣輪胎的專利。
1889年，自行車手威利·休姆證明了登祿普輪胎的優越性，在愛爾蘭和英國的首次比賽中贏得該輪胎的勝利。作為貝爾法斯特巡遊者自行車俱樂部的隊長，他成為第一個購買裝有充氣輪胎的自行車的公眾成員，因此登祿普建議他在比賽中使用充氣輪胎。1889年5月18日，休姆在貝爾法斯特女王大學運動會上贏得所有四個自行車項目，不久之後在利物浦，他又贏得除一個自行車項目以外的所有項目。落敗者中包括愛爾蘭自行車協會主席哈維·杜克羅斯的兒子。看到了機會的杜克羅斯與登祿普建立個人聯繫，他們一起成立了一家公司，並獲得專利權。
在他獲得專利的兩年後，登祿普被正式告知該專利是無效的，因為蘇格蘭發明家羅伯特·湯姆森已於1846年在法國和1847年在美國獲得該想法的專利 (參見輪胎）。為了利用自行車的充氣輪胎，登祿普和杜克羅斯重振一家在都柏林上市的公司，並將其更名為充氣輪胎和布斯自行車公司。登祿普於1895年退休。1896年，杜克羅斯將他們的整個自行車輪胎業務以300萬英鎊的價格出售給英國金融家歐內斯特·泰拉·胡利。胡利安排一些新的櫥窗裝飾、冠名董事會成員等，並以500萬英鎊將公司重新出售給公眾。杜克羅斯一直是公司的負責人，直到他去世。在20世紀初，它被重新命名為登祿普橡膠。
儘管他在1895年後沒有參與，但登祿普的充氣輪胎確實在道路運輸發展的關鍵時期到來。他於1890年底在貝爾法斯特開始自行車輪胎的商業化生產，但汽車輪胎的生產直到1900年才開始，這時他已經退休。登祿普並沒有因為他的發明而獲得任何巨大的財富。

## 死亡與遺產

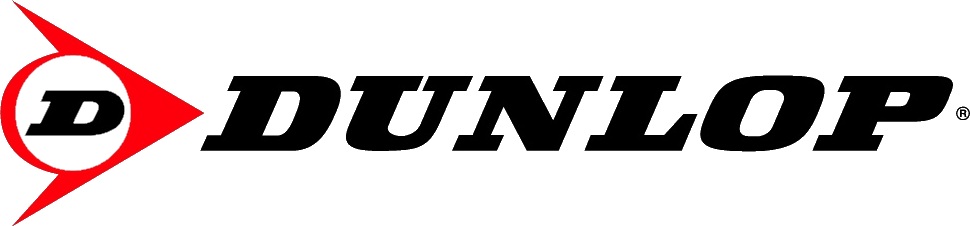
登祿普的標誌在世界範圍內被廣泛認可

登祿普於1921年10月23日在他都柏林鲍尔斯布里奇的家中去世，並被埋葬在迪安农庄公墓。
儘管登祿普充氣輪胎公司作為一個公司實體已不復存在，但登祿普的名字在許多登祿普品牌的產品中繼續存在，包括世界各地的汽車、航空、工業和體育產品。登祿普品牌通常作為企業贊助商出現在國際體育賽事中，如賽車和網球比賽。
從1980年代起，登祿普在北愛爾蘭得到紀念，他的形像出現在丹斯克銀行發行的10英鎊紙幣上，作為其發明家系列的一部分這些紙幣已經被重新發行了好幾次，印有登祿普肖像的紙幣（現在由丹斯克銀行發行）至今仍在流通。
2005年，登祿普被選入汽車名人堂。
巴西東南部坎皮納斯的一條大道也以他的名字命名；這是因為1953年在那裡建立了一家登祿普輪胎廠。

## 來源
1. ↑  Sir Arthur Du Cros, Bt, Wheels of Fortune, a salute to pioneers, Chapman &  Hall, London 1938
2. ↑  B. W. Best, Dunlop, John Boyd (1840–1921), rev. Trevor I. Williams, Oxford Dictionary of National Biography, Oxford University Press, 2004
3. 1 2  The Bicycle, UK, 21 July 1943, p3
4. ↑  The Golden Book of Cycling – William Hume, 1938. Archive maintained by 'The Pedal Club'. 的存檔，存档日期3 April 2012.
5. 1 2  .   [2022-09-19]. （原始内容存档于2011-04-02）.
6. ↑  Wood, Zoe. . The Guardian. 27 December 2016  [4 April 2018]. （原始内容存档于4 April 2018） （英语）.
7. ↑  . www.britishnotes.co.uk.   [4 April 2018]. （原始内容存档于4 April 2018）.
8. ↑  . Ron Wise's Banknoteworld.   [17 October 2008]. （原始内容存档于31 October 2008）.
9. ↑  Schmidt, Tracy (编). . F+W Media. 2017: 794–5  [4 April 2018]. ISBN 9781440247958 （英语）.[]
10. ↑  . Automotive Hall of Fame.   [4 April 2018]. （原始内容存档于4 April 2018）.

## 外部連結
- Famous Scots – John Boyd Dunlop
- John Boyd Dunlop – Pictures and information
- Dunlop （页面存档备份，存于）